# Maria Rutowska
Maria Rutowska (ur. 1945) – polska historyk, doktor habilitowany, pracownik naukowy Instytutu Zachodniego w Poznaniu. 

## Życiorys
Do jej zainteresowań badawczych należą: okupacja hitlerowska w Polsce 1939–1945, problematyka pogranicza polsko-niemieckiego, niemieckie dziedzictwo kulturowe na Ziemiach Zachodnich i Północnych.
Doktor nauk historycznych (1978), temat jej pracy doktorskiej brzmiał: Straty osobowe i materialne kultury polskiej na terenie Wielkopolski w latach wojny i okupacji hitlerowskiej 1939-1945. Doktor habilitowany i docent po rozprawie habilitacyjnej Wysiedlenie ludności polskiej z Kraju Warty do Generalnego Gubernatorstwa 1939-1941 (2004).
Była zatrudniona na stanowisku docenta Instytutu Zachodniego i profesora nadzwyczajnego Wyższej Szkoły Nauk Humanistycznych i Dziennikarstwa w Poznaniu.

## Niektóre publikacje
- Elementy polityki wobec niemieckiej spuścizny kulturowej na Ziemiach Zachodnich i Północnych (1945-1950), we: Wspólne dziedzictwo? Ze studiów nad stosunkiem do spuścizny kulturowej na Ziemiach Zachodnich i Północnych, red. Z. Mazur, Poznań 2000.
- Losy polskich środowisk artystycznych 1939-1945 (wraz z E. Serwańskim), Instytut Zachodni, Poznań 1987.
- Słubice 1945-1995, Słubice 1996.
- Straty osobowe i materialne kultury w Wielkopolsce w latach II wojny światowej, PWN, Warszawa 1984.
- Lager Glowna. Niemiecki obóz przesiedleńczy na Głównej w Poznaniu dla ludności polskiej (1939-1940), Poznań, Instytut Zachodni, 2008, ISBN 978-83-87688-93-6.